# Ecréhous
Az Ecréhous egy csoport sziget és szikla hat mérföldre Jerseytől. (Nyolc mérföldre Franciaországtól.) A Jersey Bailiffség tagja.
A legfontosabb szigetek:
- Maîtr'Île
- La Marmotchiéthe
- Lé Bliantch'Île

Sok sziget elmerül a dagály idején. A legtöbb sziget lakhatatlan, vagy csak halászok élnek rajta. Nincsenek állandó lakhelyek a szigeteken, és nincs vízellátás sem.